# Agonopterix glyphidopa
Agonopterix glyphidopa is een vlinder uit de familie grasmineermotten (Elachistidae). De wetenschappelijke naam van deze soort is voor het eerst geldig gepubliceerd in 1828 door Meyrick.
De soort komt voor in tropisch Afrika.